# Dannemarie (Yvelines)
Dannemarie è un comune francese di 246 abitanti situato nel dipartimento degli Yvelines nella regione dell'Île-de-France.

## Società

### Evoluzione demografica
Abitanti censiti